# Charles Verbrugghen
Charles Emmanuel Marie Verbrugghen (Aalst, 31 maart 1823 - Antwerpen, 28 december 1911) was een Belgisch volksvertegenwoordiger.

## Levensloop
Verbrugghen was de zoon van handelaar Alphonse Verbrugghen en van Colette Moens. Hij bleef vrijgezel.
Hij studeerde rechten aan de Katholieke Universiteit Leuven en promoveerde er in 1847 tot doctor in de rechten. Hij werd in 1849 pleitbezorger in het arrondissement Dendermonde en bleef dit tot in 1905. 
Verbrugghen werd politiek actief voor de Katholieke Partij en werd voor deze partij in 1871 tot volksvertegenwoordiger in het arrondissement Aalst verkozen. Hij vervulde dit mandaat tot in 1894. 
Daarnaast was hij van 1872 tot 1882 gemeenteraadslid en van 1883 tot 1895 schepen van Aalst.
Verbrugghen was lid van verschillende raden, zoals:
- de beheerraad van de Teken- en Architectuuracademie van Aalst (1868-1897);
- het toezichtscomité van het krankzinnigengesticht van het arrondissement Aalst (1872);
- de kerkfabriek van Sint-Martinuskerk in Aalst (1873-1885);
- de Raad Perfectionnement de l'Enseignement primaire (1885-1898);
- de beheerraad van de Openbare Bibliotheek van Aalst (1896).